# Кубок України з волейболу серед чоловічих команд 2010—11
Кубок України з волейболу серед чоловічих команд 2010—11 — 18-й розіграш Кубка України з волейболу серед чоловічих команд. Перший етап стартує 2 вересня 2010 року.

## Перший етап
В сезоні 2010—11 кубок України стартує 2 вересня 2010 року. Ігри першого етапу пройдуть у чотирьох містах — Хмельницькому, Ужгороді, Маріуполі і Харкові з 2 по 5 вересня 2010 року. 16 команд були розділені на 4 підгрупи. В підгрупах команди грають по колу. Розклад ігор за таблицею Бергера (в 1-й день між собою зустрічаються 1-4 і 2-3, 2-й день: 1-2 і 3-4, 3 день: 1-3 і 2-4). До наступного, другого етапу, потрапляють команди, які зайняли на першому етапі 1-2 місця у кожній підгрупі.

### Підгрупа А-1 (Хмельницький)
- «СДЮСШ-Міцний горішок» м. Вінниця
- «Новатор» м. Хмельницький
- ВК «Локомотив» м. Київ
- «Олюртранс» м. Луцьк

### Підгрупа А-2 (Ужгород)
- «Факел» м. Івано-Франківськ
- «Ужгородський ВК Закарпаття» Ужгородський район
- ВК «Будівельник» м. Будівельник
- «Барком» м. Львів

### Підгрупа А-3 (Маріуполь)
- СВК «Юридична Академія-2» м. Харків
- «ДГМА» м. Краматорськ
- «Автошляхбуд» м. Донецьк
- ВК «Маріуполь» м. Маріуполь

### Підгрупа А-4 (Харків)
- «Дніпро-Автомобіліст» м. Дніпропетровськ
- ХМВК «Локомотив-3» м. Харків
- «Універ» м. Суми
- ХМВК «Локомотив-4» м. Харків